# Kozmic Blues
"Kozmic Blues" é uma canção da cantora e compositora americana Janis Joplin, do seu álbum I Got Dem Ol' Kozmic Blues Again Mama!, o seu primeiro após sair do Big Brother and the Holding Company. Fez parte do set de Joplin no Festival de Woodstock em 1969.

## Antecedentes
Embora o concerto como um todo não seja considerado o melhor de Joplin, essa performance em específico tornou-se bastante popular e foi lançada no The Essential Janis Joplin.

## Desempenho nas tabelas musicais
| Região (1969-70)                   | Posição |
| ---------------------------------- | ------- |
| Estados Unidos (Billboard Hot 100) | 41      |